# Goto Daiki
Goto Daiki (sinh ngày 14 tháng 6 năm 1996) là một cầu thủ bóng đá người Nhật Bản.

## Sự nghiệp câu lạc bộ
Goto Daiki hiện đang chơi cho Giravanz Kitakyushu.